# Bronchocela rubrigularis
Bronchocela rubrigularis es una especie de iguanios de la familia Agamidae.

## Distribución geográfica
Es endémica de las islas Nicobar, pertenecientes a la India.